# اس‌تی‌اس-۲۶
اس‌تی‌اس-۲۶ (انگلیسی: STS-26) یکی از ماموریت‌های برنامه شاتل‌های فضایی بود که در تاریخ ۲۹ سپتامبر ۱۹۸۸ از پایگاه فضایی کندی به فضا پرتاب شد. این ماموریت حدوداً ۴ روزه توسط شاتل دیسکاوری انجام گرفت و هدف اصلی آن نصب ماهواره تی‌دی‌آراس-۳ در مدار خود بود.

## نگارخانه

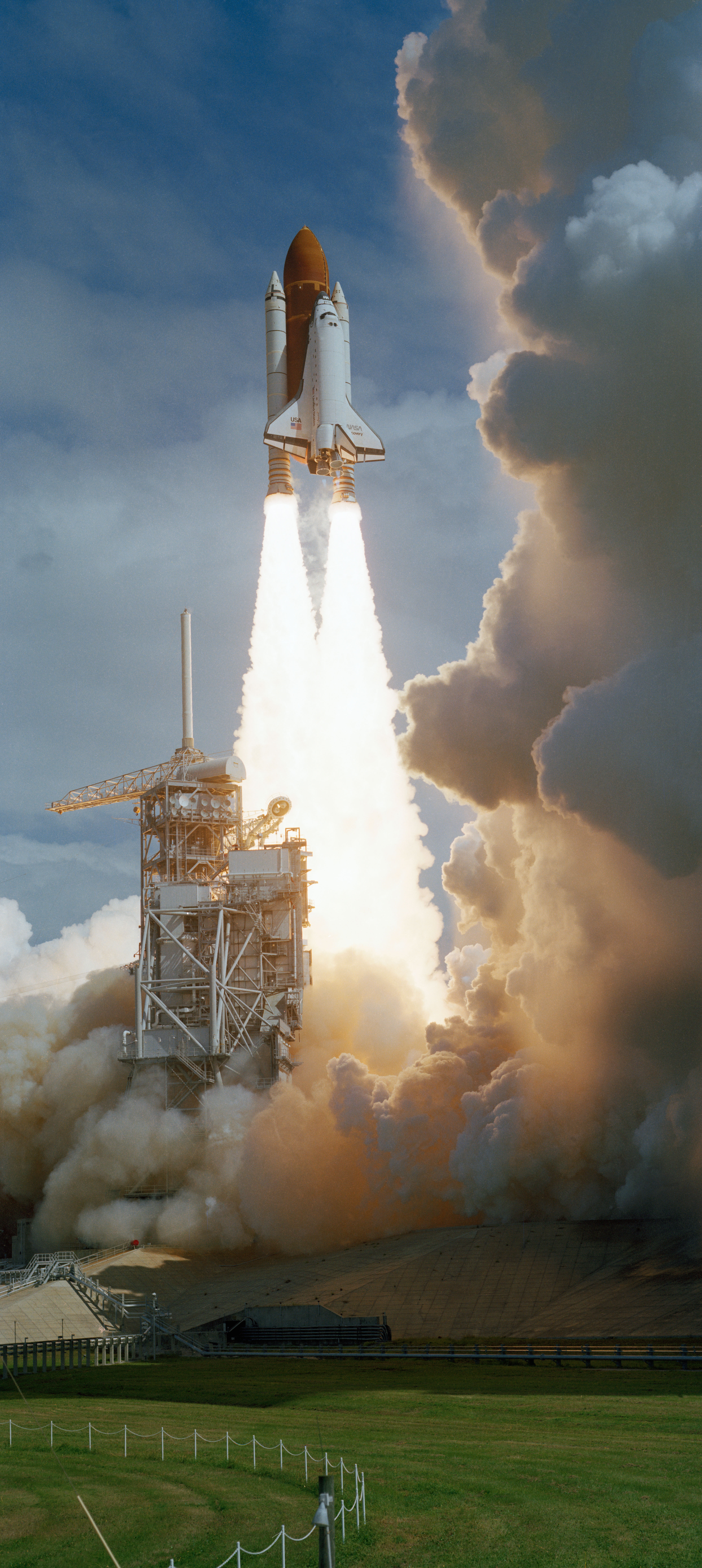
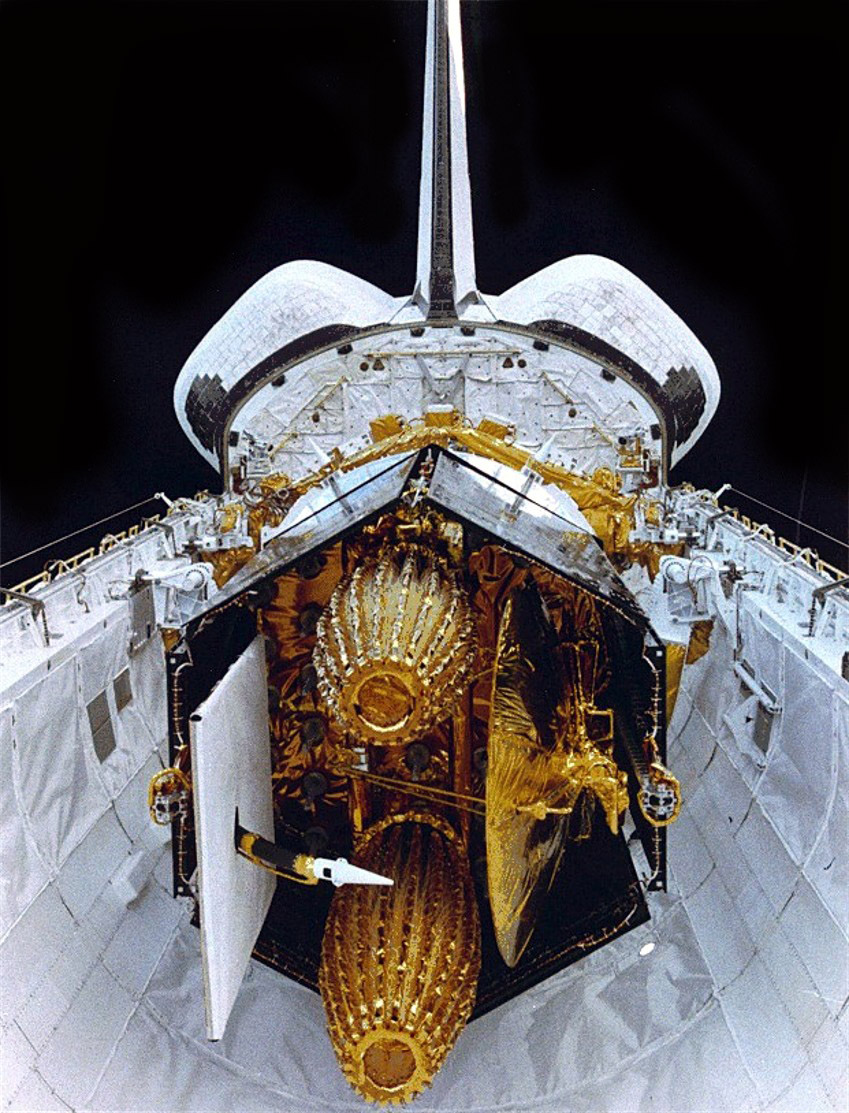
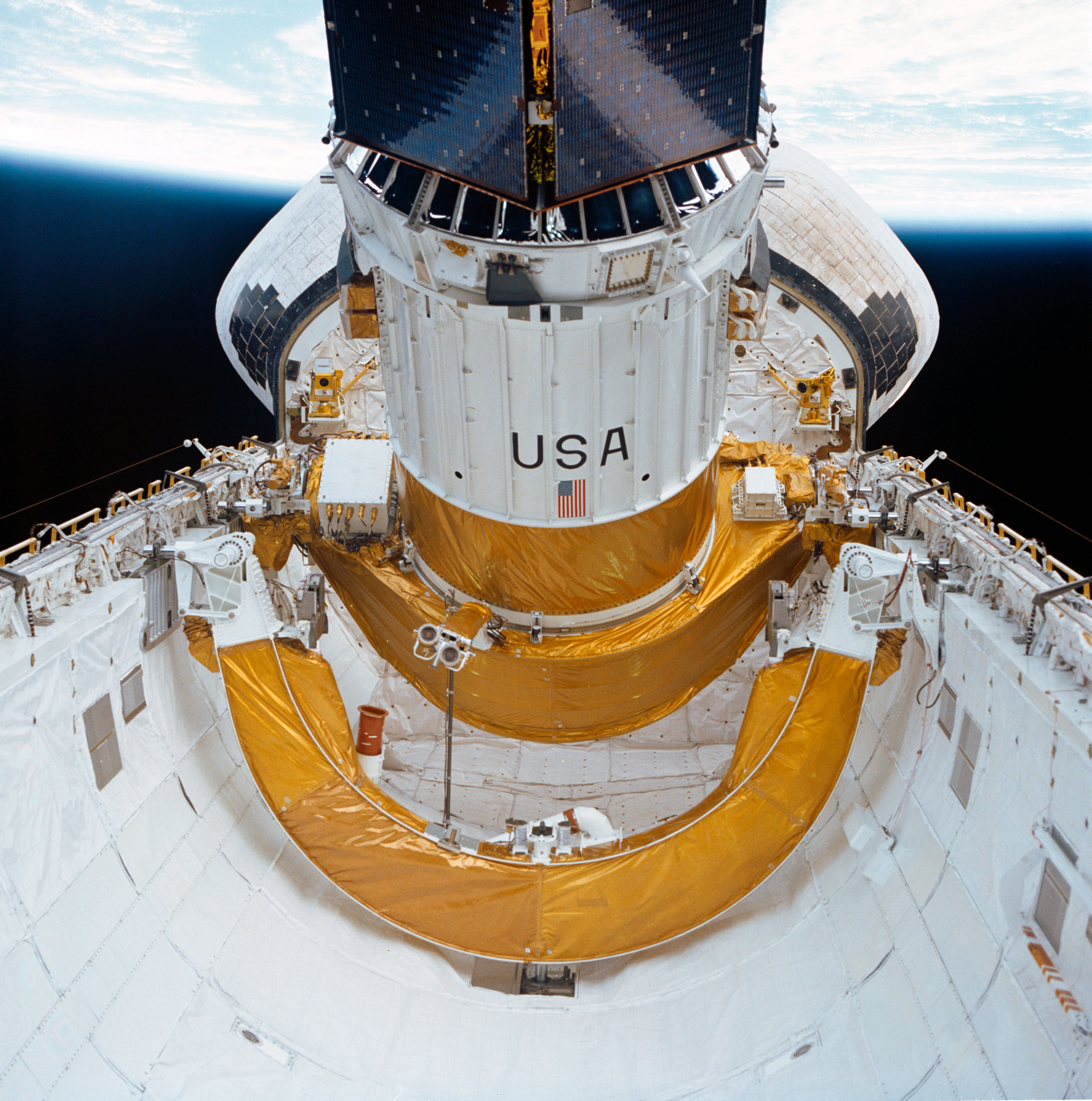
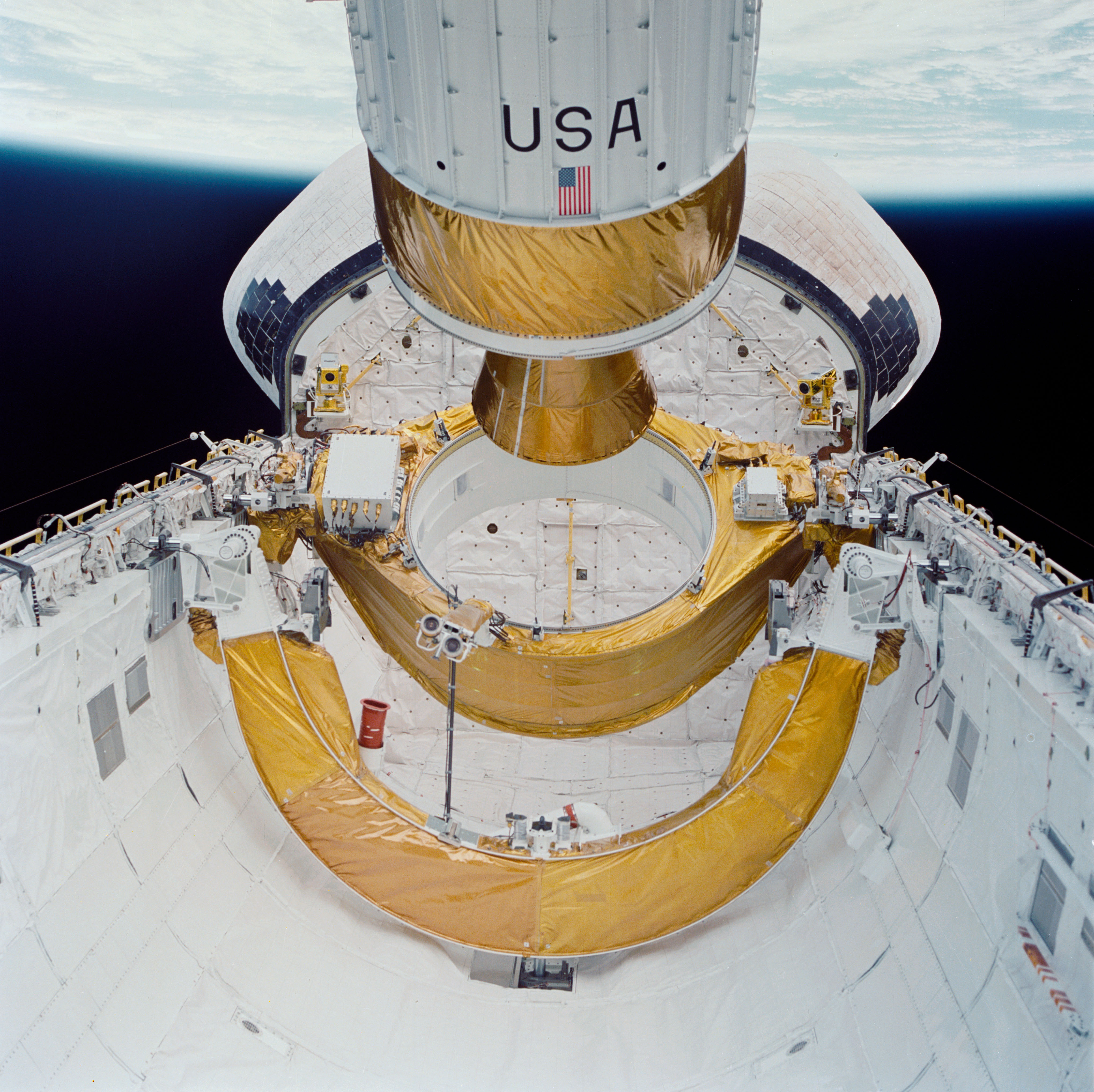
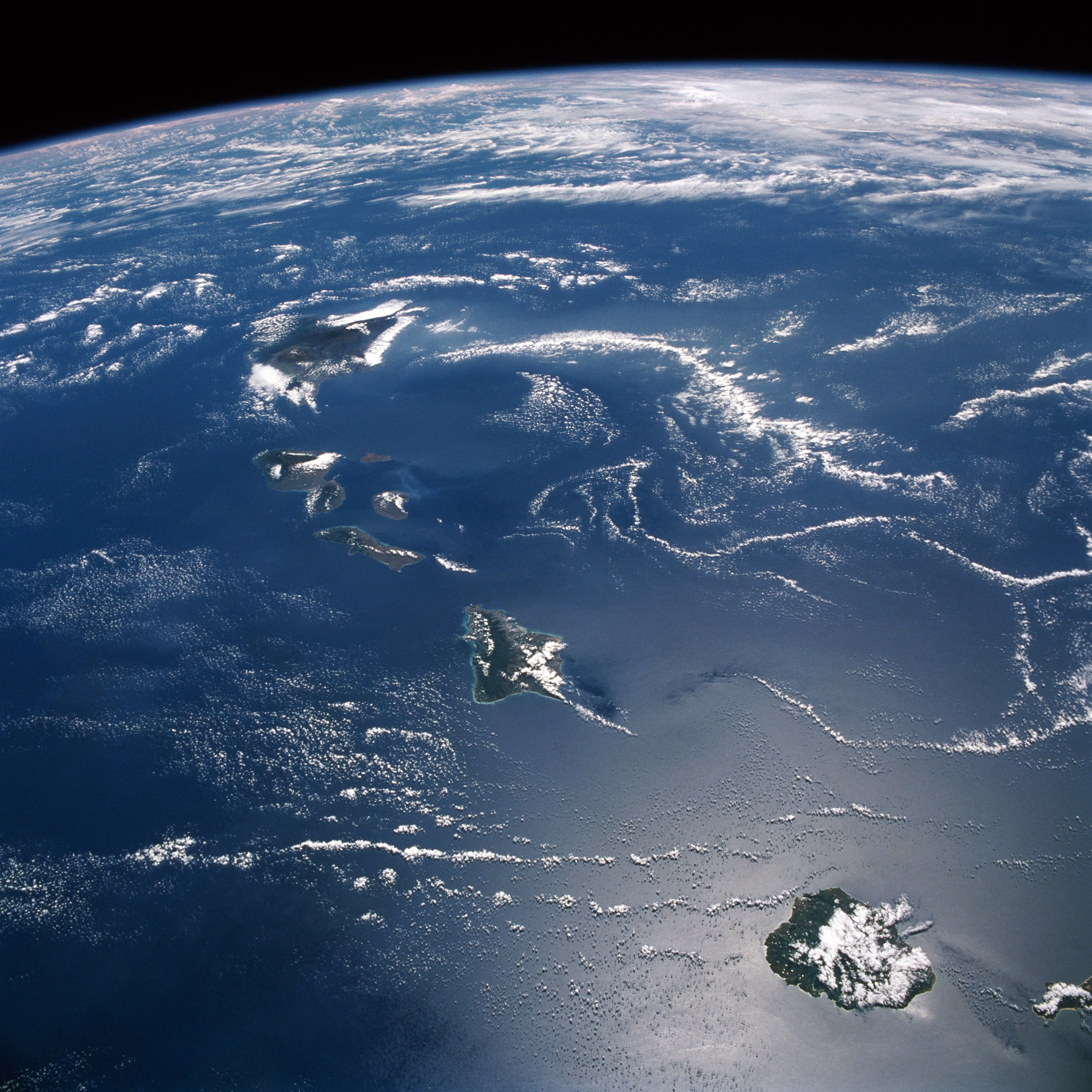
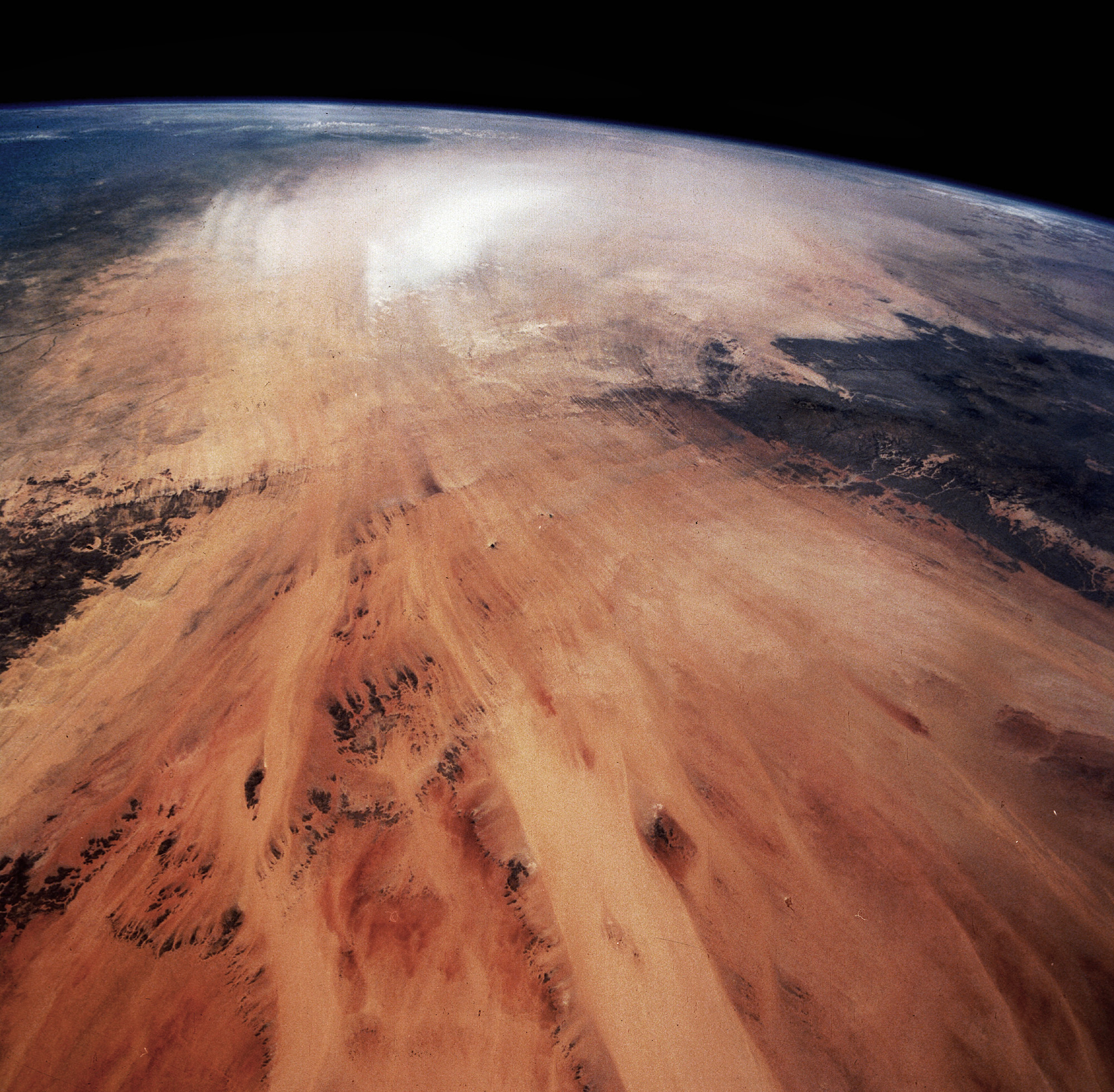
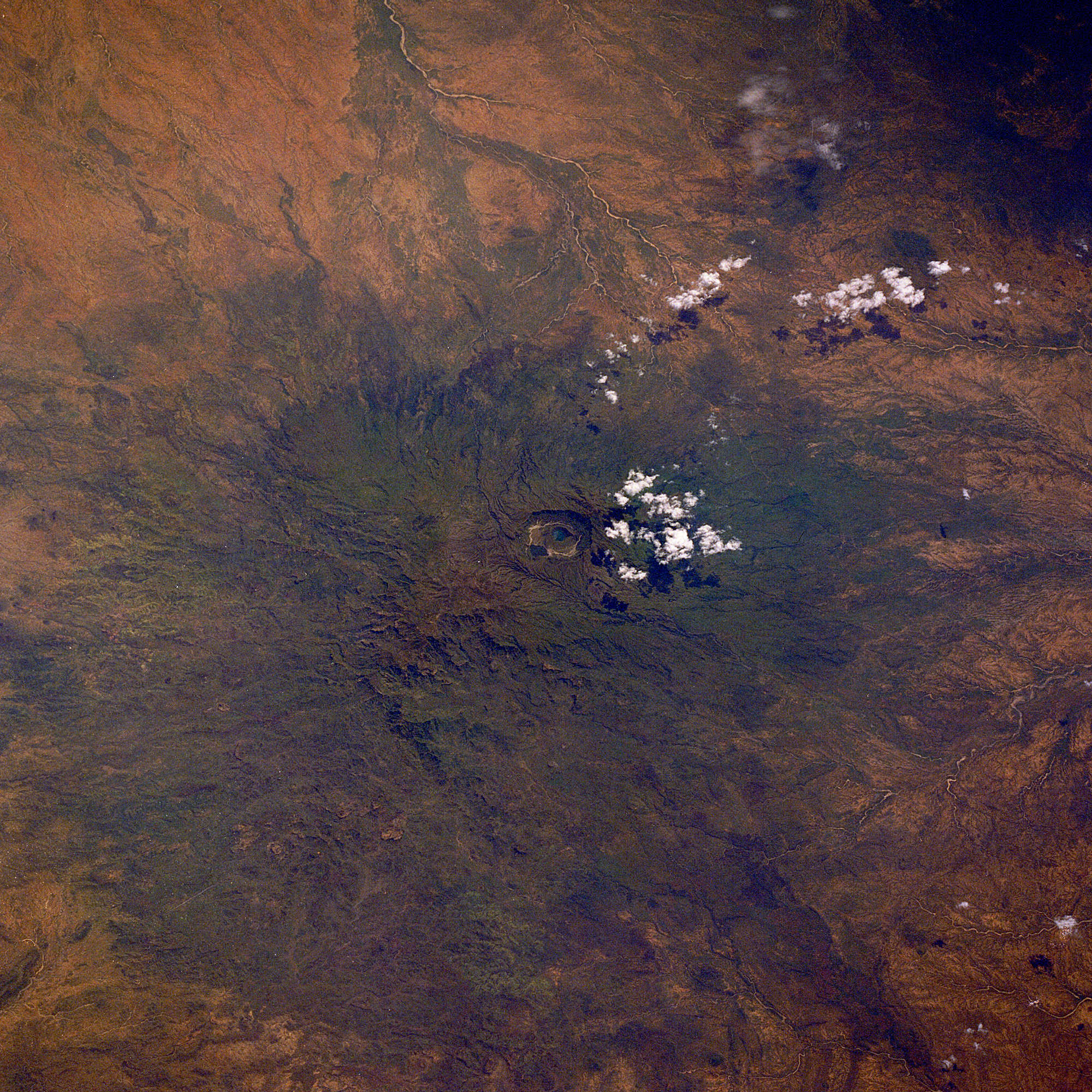
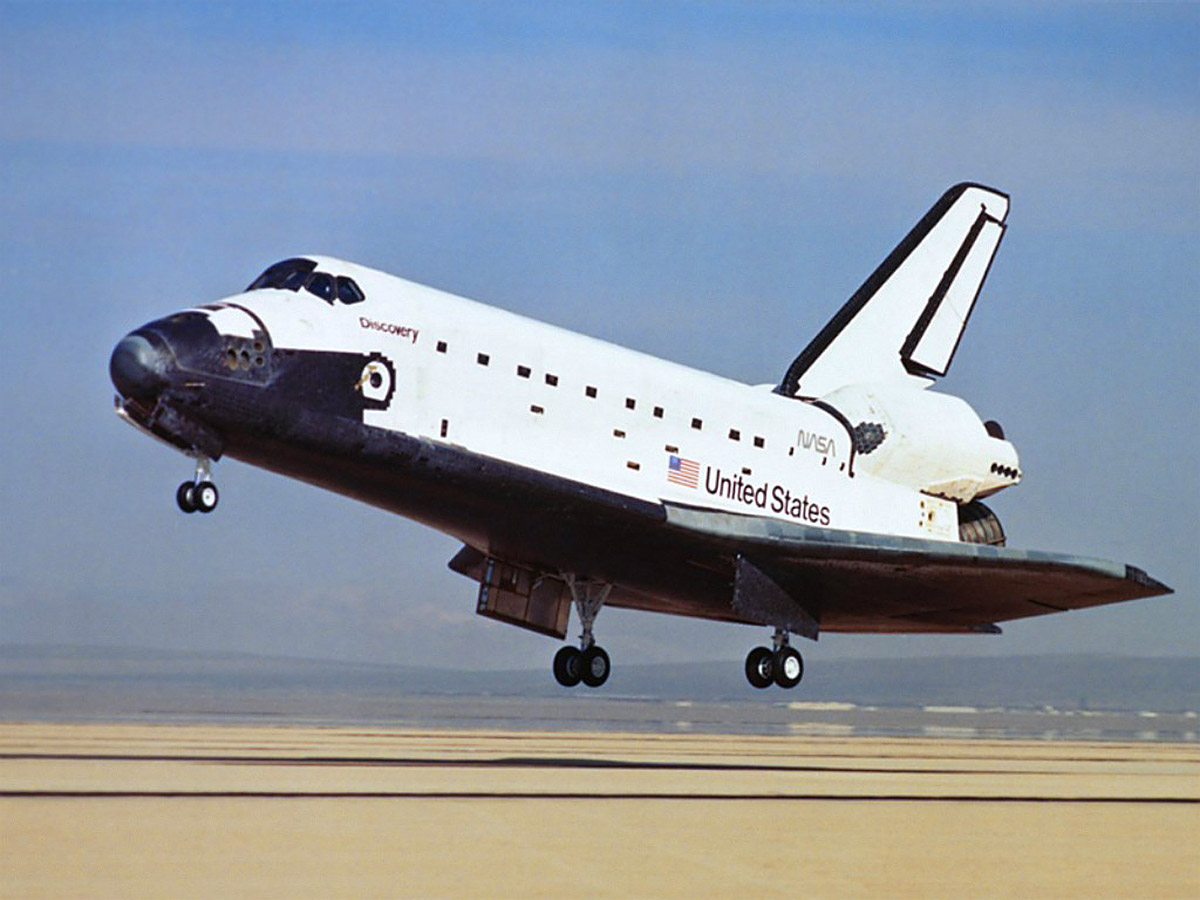